# Xi Chuan
Xi Chuan, pseudonimo di Liu Jun (cinese : 西川; 1963), è un poeta, saggista e traduttore cinese.
È considerato uno dei poeti cinesi contemporanei più influenti e celebrati. Si dice che le sue poesie "portino il senso della pienezza del mondo e del suo sconcerto". Oltre alla sua poesia, ha pubblicato due saggi, un libro di critica, un'opera teatrale e ha tradotto Pound, Borges e Miłosz, e altri.

## Biografia
Xi Chuan è nato a Xuzhou, nella provincia di Jiangsu ed è cresciuto a Pechino. Frequentò una scuola di lingue straniere per diplomatici, un'opportunità insolita in un periodo in cui la maggior parte delle scuole erano chiuse. Presso l'Università di Pechino, scrisse una tesi di laurea sulle traduzioni in cinese delle poesie di Ezra Pound. Fu allora che adottò il suo pseudonimo, Xi Chuan (che significa "Corrente Occidentale"). Dopo il college, lavorò come redattore di riviste per Huangqiu (Globus) e lanciò Qingxiang (Tendenza), una rivista letteraria indipendente che fu pubblicata dal 1988 fino alla sua chiusura nel 1992, dopo solo 3 numeri. Dal 1990 al 1995 è stato uno dei redattori della rivista non ufficiale Modern Han Poetry. Ha recitato anche nel film underground Platform di Jia Zhangke del 2000.
Xi Chuan ottenne maggior fama nel periodo successivo ai Poeti Oscuri alla fine degli anni '80, nel primo periodo di liberalizzazione economica della Cina. Nel 1989, infatti, due dei suoi amici più cari, entrambi poeti che avevano frequentato assieme a lui l'Università di Pechino, morirono: Hai Zi si suicidò il 26 marzo, all'età di venticinque anni, e Luo Yihe morì per un'emorragia cerebrale, all'età di ventotto anni, il 31 maggio. Xi pubblicò in seguito l'opera omnia di Hai Zi nel 1997.). I tre, quasi indivisibili, venivano soprannominati "I tre poeti dell'Università di Pechino". Dopo queste morti e il fallimento delle proteste di piazza Tienanmen del 4 giugno, non scrisse quasi nulla per due anni.
Insegna letteratura cinese classica e moderna presso l'Accademia Centrale di Belle Arti e vive a Pechino. In precedenza, aveva insegnato letteratura occidentale in traduzione cinese e inglese introduttivo. Ha ricoperto diversi incarichi presso università fuori dalla Cina come la New York University e l'Università di Victoria. Ha vinto premi in Cina, in Germania e ricevuto riconoscimenti dall'UNESCO.

## Premi
- Premio di poesia cinese moderna, 1994[2][3]
- Premio Lu Xun per la letteratura, 2001[2][3]
- Premio Zhuang Zhongwen per la Letteratura, 2003[2][3]

## Pubblicazioni selezionate
- Rose cinesi (Zhongguo de meigui, 1991)[7]
- Un albero genealogico fittizio (Xugou de jiapu, 1997)[5][7]
- Una convergenza segreta (Yinmi de huihe, 1997)[7]
- La poesia di Xi Chuan (Xi Chuan shi xuan, 1997, ristampato come Xi Chuan de shi nel 1999)[7]
- Parlando in modo approssimativo (Dayi ruci, 1997)[7]
- Poesie scelte di Xi Chuan, 1986-1996 (2002)[5]
- Profondità e superficialità (Shenqian, 2006)[7]
- Preferenze personali (Geren haowu, 2008)[7]
- Note sulla zanzara, tradotto in inglese da Lucas Klein, 2012[4]
- I tre dell’università di Pechino: Haizi, Luo Yihe e Xi Chuan, Delufa Press, Roma, 2025 (tradotto in italiano da Francesco De Luca)